# Eerste divisie 1969/70
Het seizoen 1969/70 van de Nederlandse Eerste divisie had Volendam als kampioen. Die club promoveerde daarmee samen met Excelsior naar de Eredivisie. Dit seizoen kon voor het laatst gedegradeerd worden uit de Eerste divisie.
Na afloop van dit seizoen fuseerden de Utrechtse clubs Elinkwijk, Eredivisionist DOS en Tweede divisionist club Velox tot FC Utrecht.

## Eerste divisie

### Deelnemende teams
| Club             | Plaats           | Accommodatie                | Capaciteit | Trainer                            |
| ---------------- | ---------------- | --------------------------- | ---------- | ---------------------------------- |
| Blauw-Wit        | Amsterdam        | Olympisch Stadion (bijveld) | 6.000      | Henk Wullems                       |
| D.F.C.           | Dordrecht        | Krommedijk                  | 12.000     | Piet de Visser                     |
| De Volewijckers  | Amsterdam        | Buiksloterbanne             | 12.500     | Jany van der Veen                  |
| De Graafschap    | Doetinchem       | De Vijverberg               | 12.500     | Ad Zonderland                      |
| Elinkwijk        | Utrecht          | Amsterdamsestraatweg        | 13.000     | Evert Mur                          |
| Excelsior        | Rotterdam        | Woudestein                  | 11.000     | Bob Janse                          |
| FC Den Bosch '67 | 's-Hertogenbosch | De Vliert                   | 25.000     | Ben Tap                            |
| Fortuna          | Vlaardingen      | Floreslaan                  | 12.000     | Jan Brouwer                        |
| Fortuna SC       | Sittard Geleen   | De Baandert Mauritsstadion  | 20.000     | Frans Debruijn Henk Reuvers (a.i.) |
| Helmond Sport    | Helmond          | De Braak                    | 12.000     | Jacques de Wit                     |
| Heracles         | Almelo           | Bornsestraat                | 20.000     | Evert Teunissen                    |
| HVC              | Amersfoort       | Birkhoven                   | 10.000     | Hennie Hollink                     |
| RCH              | Heemstede        | Sportparklaan               | 18.000     | Piet Peeman Leslie Talbot (a.i.)   |
| SC Cambuur       | Leeuwarden       | Cambuurstadion              | 16.000     | Jan Bens                           |
| Veendam          | Veendam          | De Langeleegte              | 13.000     | Leo Beenhakker                     |
| Vitesse          | Arnhem           | Nieuw-Monnikenhuize         | 18.000     | Cor Brom                           |
| Volendam         | Volendam         | Julianastraat               | 15.000     | Hans Croon                         |
| Willem II        | Tilburg          | Gemeentelijk Sportpark      | 20.000     | Jaap van der Leck                  |

### Eindstand
| pos | club             | gs | w  | g  | v  | pnt | dv | dt | ds  |
| --- | ---------------- | -- | -- | -- | -- | --- | -- | -- | --- |
| 1.  | Volendam         | 34 | 19 | 11 | 4  | 49  | 57 | 22 | 35  |
| 2.  | Excelsior        | 34 | 19 | 10 | 5  | 48  | 56 | 31 | 25  |
| 3.  | Blauw-Wit        | 34 | 16 | 13 | 5  | 45  | 41 | 20 | 21  |
| 4.  | Elinkwijk        | 34 | 17 | 9  | 8  | 43  | 52 | 35 | 17  |
| 5.  | FC Den Bosch '67 | 34 | 13 | 14 | 7  | 40  | 39 | 24 | 15  |
| 6.  | Willem II        | 34 | 15 | 9  | 10 | 39  | 42 | 37 | 5   |
| 7.  | Vitesse          | 34 | 13 | 6  | 15 | 32  | 54 | 55 | -1  |
| 8.  | De Graafschap    | 34 | 12 | 8  | 14 | 32  | 49 | 51 | -2  |
| 9.  | SC Cambuur       | 34 | 9  | 14 | 11 | 32  | 41 | 43 | -2  |
| 10. | Heracles         | 34 | 9  | 12 | 13 | 30  | 33 | 40 | -7  |
| 11. | HVC              | 34 | 9  | 12 | 13 | 30  | 34 | 45 | -11 |
| 12. | Veendam          | 34 | 10 | 10 | 14 | 30  | 38 | 49 | -11 |
| 13. | Helmond Sport    | 34 | 10 | 9  | 15 | 29  | 26 | 32 | -6  |
| 14. | Fortuna SC       | 34 | 9  | 11 | 14 | 29  | 39 | 51 | -12 |
| 15. | D.F.C.           | 34 | 8  | 12 | 14 | 28  | 36 | 45 | -9  |
| 16. | De Volewijckers  | 34 | 10 | 8  | 16 | 28  | 37 | 51 | -14 |
| 17. | RCH              | 34 | 10 | 6  | 18 | 26  | 35 | 56 | -21 |
| 18. | Fortuna          | 34 | 7  | 8  | 19 | 22  | 33 | 55 | -22 |

#### Legenda
| Kleur | Kwalificatie voor                                 |
| ----- | ------------------------------------------------- |
|       | Promotie naar de Eredivisie                       |
|       | Speelt Intertoto Cup in de zomer (als FC Utrecht) |
|       | Degradatie naar de Tweede divisie                 |

### Uitslagen
|                  | BLW   | DBO   | CAM   | DFC   | ELI   | EXC   | FVL   | FOR   | GRA   | HSP   | HER   | HVC   | RCH   | VEE   | VIT   | VOL   | VWK   | WIL   |
| ---------------- | ----- | ----- | ----- | ----- | ----- | ----- | ----- | ----- | ----- | ----- | ----- | ----- | ----- | ----- | ----- | ----- | ----- | ----- |
| Blauw-Wit        |       | 2 – 0 | 0 – 1 | 0 – 0 | 2 – 1 | 0 – 1 | 0 – 0 | 4 – 2 | 0 – 0 | 1 – 0 | 3 – 1 | 1 – 1 | 1 – 0 | 1 – 0 | 2 – 1 | 0 – 0 | 0 – 0 | 3 – 3 |
| FC Den Bosch '67 | 2 – 1 |       | 2 – 0 | 0 – 0 | 1 – 0 | 0 – 0 | 2 – 0 | 2 – 2 | 1 – 1 | 2 – 0 | 2 – 1 | 4 – 0 | 3 – 0 | 1 – 1 | 2 – 0 | 1 – 1 | 1 – 0 | 3 – 0 |
| SC Cambuur       | 0 – 1 | 1 – 1 |       | 4 – 2 | 2 – 1 | 4 – 0 | 3 – 2 | 0 – 0 | 0 – 2 | 0 – 0 | 1 – 1 | 1 – 1 | 4 – 0 | 0 – 1 | 3 – 1 | 2 – 0 | 0 – 2 | 3 – 1 |
| D.F.C.           | 1 – 1 | 1 – 1 | 1 – 1 |       | 1 – 2 | 3 – 3 | 2 – 1 | 2 – 0 | 1 – 3 | 0 – 0 | 1 – 1 | 1 – 0 | 4 – 1 | 3 – 2 | 0 – 1 | 2 – 2 | 1 – 1 | 0 – 2 |
| Elinkwijk        | 0 – 0 | 2 – 1 | 2 – 0 | 3 – 1 |       | 0 – 2 | 2 – 0 | 2 – 1 | 2 – 1 | 0 – 0 | 1 – 1 | 4 – 1 | 3 – 1 | 3 – 0 | 5 – 1 | 0 – 2 | 2 – 1 | 1 – 3 |
| Excelsior        | 1 – 1 | 2 – 0 | 1 – 1 | 3 – 0 | 3 – 1 |       | 3 – 2 | 4 – 1 | 2 – 1 | 1 – 0 | 1 – 1 | 4 – 1 | 4 – 0 | 3 – 0 | 2 – 1 | 0 – 0 | 1 – 0 | 1 – 0 |
| Fortuna          | 1 – 0 | 0 – 0 | 0 – 0 | 1 – 0 | 1 – 2 | 0 – 2 |       | 1 – 0 | 3 – 0 | 1 – 1 | 1 – 0 | 0 – 1 | 0 – 1 | 4 – 2 | 2 – 3 | 1 – 3 | 1 – 3 | 0 – 0 |
| Fortuna SC       | 1 – 2 | 1 – 1 | 1 – 1 | 1 – 1 | 0 – 0 | 2 – 1 | 2 – 1 |       | 3 – 0 | 1 – 0 | 1 – 1 | 1 – 1 | 1 – 0 | 1 – 1 | 1 – 1 | 2 – 1 | 3 – 5 | 2 – 0 |
| De Graafschap    | 0 – 2 | 1 – 0 | 3 – 1 | 1 – 2 | 0 – 0 | 3 – 3 | 2 – 1 | 2 – 0 |       | 1 – 0 | 4 – 0 | 2 – 2 | 2 – 2 | 3 – 0 | 2 – 1 | 0 – 4 | 4 – 0 | 0 – 0 |
| Helmond Sport    | 0 – 0 | 0 – 0 | 1 – 1 | 1 – 0 | 4 – 1 | 2 – 0 | 1 – 0 | 3 – 0 | 1 – 2 |       | 1 – 0 | 1 – 0 | 1 – 3 | 3 – 2 | 0 – 1 | 0 – 0 | 0 – 1 | 1 – 2 |
| Heracles         | 0 – 0 | 0 – 0 | 3 – 2 | 1 – 0 | 0 – 0 | 1 – 3 | 2 – 1 | 1 – 0 | 1 – 0 | 0 – 1 |       | 4 – 2 | 4 – 0 | 0 – 1 | 3 – 1 | 0 – 2 | 3 – 0 | 1 – 1 |
| HVC              | 0 – 2 | 1 – 2 | 1 – 1 | 1 – 0 | 0 – 0 | 1 – 1 | 1 – 1 | 3 – 0 | 3 – 1 | 2 – 0 | 0 – 0 |       | 0 – 1 | 2 – 1 | 1 – 4 | 0 – 1 | 1 – 0 | 2 – 1 |
| RCH              | 0 – 2 | 1 – 0 | 2 – 1 | 2 – 0 | 1 – 2 | 0 – 0 | 3 – 3 | 0 – 1 | 1 – 1 | 1 – 3 | 4 – 0 | 0 – 1 |       | 2 – 0 | 3 – 2 | 1 – 2 | 1 – 2 | 0 – 0 |
| Veendam          | 1 – 3 | 2 – 0 | 0 – 0 | 0 – 0 | 2 – 4 | 0 – 1 | 0 – 0 | 2 – 1 | 5 – 3 | 4 – 0 | 0 – 0 | 2 – 1 | 1 – 1 |       | 1 – 1 | 1 – 0 | 1 – 0 | 2 – 1 |
| Vitesse          | 0 – 2 | 0 – 2 | 2 – 2 | 2 – 1 | 0 – 1 | 1 – 2 | 6 – 0 | 4 – 2 | 3 – 1 | 2 – 1 | 3 – 1 | 1 – 1 | 0 – 1 | 2 – 0 |       | 1 – 1 | 2 – 1 | 2 – 1 |
| Volendam         | 2 – 0 | 1 – 0 | 4 – 1 | 1 – 0 | 1 – 1 | 1 – 1 | 3 – 0 | 3 – 2 | 2 – 1 | 0 – 0 | 0 – 0 | 1 – 0 | 5 – 1 | 1 – 1 | 3 – 1 |       | 3 – 1 | 5 – 0 |
| De Volewijckers  | 0 – 4 | 2 – 2 | 0 – 0 | 1 – 3 | 1 – 1 | 2 – 0 | 1 – 3 | 0 – 2 | 3 – 1 | 2 – 0 | 1 – 0 | 2 – 2 | 1 – 0 | 2 – 2 | 2 – 2 | 0 – 2 |       | 0 – 1 |
| Willem II        | 0 – 0 | 0 – 0 | 4 – 0 | 1 – 2 | 0 – 3 | 1 – 0 | 4 – 1 | 1 – 1 | 2 – 1 | 1 – 0 | 2 – 1 | 0 – 0 | 2 – 1 | 2 – 0 | 3 – 1 | 1 – 0 | 2 – 0 |       |

## Topscorers
| #  | Naam                | Club          | Goal |
| -- | ------------------- | ------------- | ---- |
| 1. | Gerrie Deijkers     | Willem II     | 24   |
| 2. | Jan Groenendijk     | Elinkwijk     | 23   |
| 3. | Theo van Toledo     | Excelsior     | 20   |
| 4. | Gerd Schunck        | Fortuna SC    | 16   |
| 5. | Thijs Kwakkernaat   | Excelsior     | 15   |
| 6. | Sietze Veen         | De Graafschap | 14   |
|    | Boudy van der Heide | SC Cambuur    | 14   |
|    | Hans Ooft           | Veendam       | 14   |
| 9. | Gerrit Kramer       | Blauw-Wit     | 13   |
|    | Guus Hiddink        | De Graafschap | 13   |

Blauw-Wit ·
FC Den Bosch '67 ·
Cambuur ·
D.F.C. ·
Elinkwijk ·
Excelsior ·
Fortuna SC ·
Fortuna ·
De Graafschap ·
Helmond Sport ·
Heracles ·
HVC ·
RCH ·
Veendam ·
Vitesse ·
Volendam ·
De Volewijckers ·
Willem II
Eerste klasse

1955/56

Eerste divisie

1956/57 · 1957/58 · 1958/59 · 1959/60 · 1960/61 · 1961/62 · 1962/63 · 1963/64 · 1964/65 · 1965/66 · 1966/67 · 1967/68 · 1968/69 · 1969/70 · 1970/71 · 1971/72 · 1972/73 · 1973/74 · 1974/75 · 1975/76 · 1976/77 · 1977/78 · 1978/79 · 1979/80 · 1980/81 · 1981/82 · 1982/83 · 1983/84 · 1984/85 · 1985/86 · 1986/87 · 1987/88 · 1988/89 · 1989/90 · 1990/91 · 1991/92 · 1992/93 · 1993/94 · 1994/95 · 1995/96 · 1996/97 · 1997/98 · 1998/99 · 1999/00 · 2000/01 · 2001/02 · 2002/03 · 2003/04 · 2004/05 · 2005/06 · 2006/07 · 2007/08 · 2008/09 · 2009/10 · 2010/11 · 2011/12 · 2012/13 · 2013/14 · 2014/15 · 2015/16 · 2016/17 · 2017/18 · 2018/19 · 2019/20 · 2020/21 · 2021/22 · 2022/23 · 2023/24 · 2024/25

Eredivisie · Eerste divisie · Johan Cruijff Schaal · KNVB Beker · Play-offs